# رولاند يفبفر
رولاند يفبفر (بالإنجليزية: Roland Lefebvre)‏ (7 فبراير 1963 في هولندا - ) هو لاعب كريكت نيوزلندي. شارك مع منتخب هولندا للكريكت. أما مع النوادي، فقد لعب مع نادي مقاطعة غلاموركن للكريكت ‏ ونادي مقاطعة سومرست للكريكت ‏ وفريق كانتربري للكريكت ‏.

## وصلات خارجية
- رولاند يفبفر على موقع إي آس بي آن كريك إنفو (الإنجليزية)